# Banksinoma cincta
Banksinoma cincta är en kvalsterart som beskrevs av Zhao och Wen 1993. Banksinoma cincta ingår i släktet Banksinoma och familjen Thyrisomidae. Inga underarter finns listade.